# 森加雷迪
森加雷迪（羅馬化：Saṅgāreḍḍi）是印度安得拉邦梅德格县的一个城镇，處在德干高原上。总人口56691（2001年）。

## 人口
该地2001年总人口56691人，其中男性28683人，女性28008人；0—6岁人口7325人，其中男3753人，女3572人；识字率70.73%，其中男性为77.91%，女性为63.37%。